# 슈테판 리히트슈타이너
슈테판 리히트슈타이너(독일어: Stephan Lichtsteiner, 1984년 1월 16일 ~ )는 스위스의 전 축구 선수로, 포지션은 오른쪽 윙백이며 경기 내내 지친 기색 없이 왕성한 공격 가담을 보여준다고 하여 포레스트 검프와 스위스 익스프레스라는 별명을 갖고 있다.

## 축구인 경력

### 선수 경력
2001-02 시즌 그라스호퍼 소속으로 리그 경기에 출전하여 프로 무대 데뷔전을 치렀다. 데뷔 시즌엔 한 경기 출전에 그쳤으나 2002-03 시즌부터는 주전으로 활약하기 시작하였고 2005년 여름 팀을 떠날 때까지 그라스호퍼에 1회의 리그 우승을 안겨주었다.
릴로 팀을 옮긴 후 주전으로 활약하며 릴의 2006-07 시즌 챔피언스리그 진출에 공헌하였다. 유로 2008에서 인상적인 활약을 펼친 후 파리 생제르맹, 에버턴 등이 관심을 표명하였으나 리히트슈타이너는 파리의 계약 제의를 거절한 뒤 발론 베흐라미의 대체자를 찾던 라치오로 이적하였다. 이적 후 얼마 안되어 펼쳐진 데르비 델라 카피탈레라 불리는 로마와의 더비 경기에서 득점을 기록하여 승리에 일조하며 강한 인상을 남겼다.
2010-11 시즌 종료 후 유벤투스로 이적하였다.
2018년 6월 5일, 아스널로 이적하였다.

### 국가대표 경력
2005년 스위스 성인 대표팀에 첫 발탁되었으나 A매치 데뷔전을 치르진 못하였고 독일 월드컵이 끝난 후 2006년 11월 11일 브라질과의 경기에 출전하며 A매치 데뷔전을 치렀다. 독일 월드컵에는 출전하지 못하였으나 필립 데겐이 장기 부상을 입은 후 데겐의 대체 라이트백으로 출전하기 시작하였고 유로 2008에 출전하여 스위스의 전 경기를 소화한 후 데겐을 밀어내고 주전 자리를 확보하였다.

## 경력
- 1999년 UEFA U-16 챔피언십 국가대표
- 2004년 UEFA U-21 챔피언십 국가대표
- UEFA 유로 2008 국가대표
- 2010년 FIFA 월드컵 국가대표
- 2014년 FIFA 월드컵 국가대표
- 2018년 FIFA 월드컵 국가대표

## 수상
그라스호퍼
- 2002-03 스위스 슈퍼리그 우승

 라치오
- 2008-09 코파 이탈리아 우승
- 2009년 수페르코파 이탈리아나 우승

 유벤투스
- 세리에 A : 우승 (2011-12, 2012-13, 2013-14, 2014-15, 2015-16, 2016-17, 2017-18)
- 코파 이탈리아 : 우승 (2014-15, 2015-16, 2016-17, 2017-18)
- 코파 이탈리아 : 준우승 (2011-12)
- 수페르코파 이탈리아나 : 우승 (2012, 2013, 2015)
- UEFA 챔피언스리그 : 준우승 (2014-15, 2016-17)

## 같이 보기
- A매치 100경기 이상 출전한 축구 선수 명단